# Federación Internacional de Tiro Deportivo
La Federación Internacional de Tiro Deportivo (en inglés, International Shooting Sport Federation, ISSF) es la organización que rige el tiro deportivo a nivel internacional y es la encargada de celebrar periódicamente competiciones en cada una de sus disciplinas.
Fue fundada en 1907 en Zúrich, y tiene desde 1980 su sede en Múnich (Alemania). Cuenta con la afiliación de 145 federaciones nacionales. El presidente en funciones, desde el año 1980, es Olegario Vázquez Raña de México.

## Historia
El 7 de julio de 1907 representantes de ocho federaciones nacionales fundaron en Zúrich (Suiza) la Unión Internacional de Federaciones y Asociaciones Nacionales de Tiro. Esta Unión se disolvió en 1915 a causa de la Primera Guerra Mundial, pero se volvió a organizar en 1921 con el nombre de Unión Internacional de Tiro (UIT).
En 1998, en la asamblea general celebrada en la ciudad de Barcelona, se decidió cambiar el nombre por el actual, ISSF.

## Disciplinas
La ISSF reconoce actualmente 32 disciplinas (19 masculinas y 13 femeninas) repartidas en cuatro categorías:
- Rifle:

| N.º | Nombre ISSF                     | Género | JJ. OO. |
| --- | ------------------------------- | ------ | ------- |
| 1   | Rifle 3 posiciones 300 m        | M      |         |
| 2   | Rifle en posición tendida 300 m | M      |         |
| 3   | Rifle estándar 300 m            | M      |         |
| 4   | Rifle 3 posiciones 50 m         | M      |         |
| 5   | Rifle tendido 50 m              | M      |         |
| 6   | Rifle de aire 10 m              | M      |         |
| 7   | Rifle 3 posiciones 300 m        | F      |         |
| 8   | Rifle tendido 300 m             | F      |         |
| 9   | Rifle 3 posiciones 50 m         | F      |         |
| 10  | Rifle tendido 50 m              | F      |         |
| 11  | Rifle de aire 10 m              | F      |         |

- Pistola:

| N.º | Nombre ISSF                  | Género | JJ. OO. |
| --- | ---------------------------- | ------ | ------- |
| 12  | Pistola 50 m                 | M      |         |
| 13  | Pistola rápida de fuego 25 m | M      |         |
| 14  | Pistola de fuego 25 m        | M      |         |
| 15  | Pistola estándar 25 m        | M      |         |
| 16  | Pistola de aire 10 m         | M      |         |
| 17  | Pistola 25 m                 | F      |         |
| 18  | Pistola de aire 10 m         | F      |         |

- Tiro al plato:

| N.º | Nombre ISSF     | Género | JJ. OO. |
| --- | --------------- | ------ | ------- |
| 19  | Trap            | M      |         |
| 20  | Trap automático | M      |         |
| 21  | Doble trap      | M      |         |
| 22  | Skeet           | M      |         |
| 23  | Trap            | F      |         |
| 24  | Trap automático | F      |         |
| 25  | Doble trap      | F      |         |
| 26  | Skeet           | F      |         |

- Blanco móvil:

| N.º | Nombre ISSF                 | Género | JJ. OO. |
| --- | --------------------------- | ------ | ------- |
| 27  | Blanco móvil 50 m           | M      |         |
| 28  | Blanco móvil combinado 50 m | M      |         |
| 29  | Blanco móvil 10 m           | M      |         |
| 30  | Blanco móvil combinado 10 m | M      |         |
| 31  | Blanco móvil 10 m           | F      |         |
| 32  | Blanco móvil combinado 10 m | F      |         |

- M - masculino
- F - femenino

## Organización
La estructura jerárquica de la federación está conformada por el presidente y los vicepresidentes, el Congreso (efectuado cada dos años), el Comité Ejecutivo, el consejo y los comités técnicos.

### Presidentes
| N.º | Periodo     | Nombre                          | País    |
| --- | ----------- | ------------------------------- | ------- |
| 1   | 1907 - 1925 | Pierre François Daniel Merillon | Francia |
| 2   | 1927 - 1947 | Jean Carnot                     | Francia |
| 3   | 1947 - 1960 | Erik Carlsson                   | Suecia  |
| 4   | 1960 - 1976 | Kurt Hasler                     | Suiza   |
| 5   | 1976 - 1980 | Georges Vichos                  | Grecia  |
| 6   | 1980-       | Olegario Vázquez Raña           | México  |

### Federaciones continentales
La ISSF cuenta en 2008 con la afiliación de 145 federaciones nacionales repartidas en cinco organismos continentales:
| Nombre                                | Siglas | Sede                       | N.º fed. | Pág. web                                                                                          |
| ------------------------------------- | ------ | -------------------------- | -------- | ------------------------------------------------------------------------------------------------- |
| Federación Africana de Tiro Deportivo | (ASSF) | El Cairo ( Egipto)         | 15       | (enlace roto disponible en Internet Archive; véase el historial, la primera versión y la última). |
| Confederación Americana de Tiro       | (SCA)  | Ciudad de México ( México) | 35       | —                                                                                                 |
| Confederación Asiática de Tiro        | (ASC)  | Hawalli ( Kuwait)          | 40       |                                                                                                   |
| Confederación Europea de Tiro         | (ESC)  | Moscú ( Rusia)             | 49       |                                                                                                   |
| Federación de Tiro de Oceanía         | (OSF)  | —                          | 6        | —                                                                                                 |

### Federaciones nacionales
| África (ASSF) | América (SCA) | Asia (ASC) | Europa (ESC) | Oceanía (OSF)                                                |
| --- | --- | --- | --- | ------------------------------------------------------------ |
| Argelia · Angola · Egipto · Kenia · Libia · Marruecos · Mauritania · Namibia · Nigeria · Senegal · Sudáfrica · Sudán · Túnez · Uganda · Zimbabue | Antigua y Barbuda · Antillas Neerlandesas · Argentina ( Archivado el 31 de marzo de 2022 en Wayback Machine.) · Aruba · Barbados · Belice · Bermudas · Bolivia · Brasil · Islas Caimán · Canadá · Chile ( y ) · Colombia () · Costa Rica · Cuba · República Dominicana () · El Salvador () · Ecuador · Estados Unidos () · Guatemala · Guyana · Honduras · Islas Vírgenes de los Estados Unidos · Jamaica · México () · Nicaragua · Panamá · Paraguay · Perú · Puerto Rico · Santa Lucía · Surinam · Trinidad y Tobago · Uruguay · Venezuela ( Archivado el 23 de julio de 2021 en Wayback Machine.) | Arabia Saudita · Baréin · Bangladés · Brunéi · Bután · China · Corea del Sur · Corea del Norte · Emiratos Árabes Unidos · Filipinas · Hong Kong · India · Indonesia · Irán · Irak · Japón · Jordania · Kazajistán · Kuwait · Kirguistán · Laos · Líbano · Macao · Malasia · Maldivas · Mongolia · Birmania · Nepal · Omán · Pakistán · Catar · Singapur · Sri Lanka · Siria · Tailandia · China Taipéi · Tayikistán · Turkmenistán · Uzbekistán · Vietnam | Albania · Alemania · Andorra · Armenia · Austria · Azerbaiyán · Bélgica · Bielorrusia · Bosnia y Herzegovina · Bulgaria · Chipre · Croacia · Dinamarca · Eslovaquia · Eslovenia · España () · Estonia · Finlandia · Francia · Georgia · Grecia · Hungría · Irlanda · Islandia · Israel · Italia · Letonia · Liechtenstein · Lituania · Luxemburgo · Macedonia del Norte · Malta · Moldavia · Mónaco · Montenegro · Noruega · Países Bajos · Polonia · Portugal · Reino Unido · República Checa · Rumania · Rusia · San Marino · Serbia · Suecia · Suiza · Turquía · Ucrania | Australia Fiyi Nueva Zelanda Papúa Nueva Guinea Samoa Tuvalu |